# Медведников, Иван Логгинович
Иван Логгинович Медведников (1807, Иркутск — 1889, Москва) — иркутский купец 1-й гильдии, коммерции советник, благотворитель.

## Биография
Медведников Иван Логгинович происходил из старообрядческой купеческой семьи. Его предки были родом из донских казаков и участвовали в освоении Сибири и Аляски. По историческим документам Медведниковы — одни из основателей города Иркутска. Отец — Логгин Фёдорович Медведников (1773—1814), мать — Елизавета Михайловна Красногорова (1787—1828). Женат Иван Логгинович был на иркутянке, Александре Ксенофонтовне, из династии купцов, промышленников и меценатов Сибиряковых, много сделавших в XVIII—XIX веках для культурного и экономического развития Восточной Сибири и Русского Севера.

### Предпринимательская деятельность
Иван Логгинович Медведников приобрёл большие капиталы торговыми оборотами: закупал и продавал пушнину, практически монопольно владея рынком мехов в Якутске. Также купец Медведников занимался золотодобычей, активно торговал с Китаем. С молодых лет занимался благотворительностью. Был пожалован почётным званием коммерции советника и как обладатель этого звания, в соответствии с высочайшим манифестом от 10 апреля 1832 года, являлся потомственным почётным гражданином.

### Учреждение сиропитательного дома и банка
В начале 1830-х годов Иван Логгинович и его брат Логгин Логгинович, исполняя волю их умершей матери Елизаветы Медведниковой, обратились к гражданскому губернатору Иркутска И. Б. Цейдлеру с просьбой о содействии созданию сиропитательного дома (школы-приюта) для девочек-сирот. Финансирование приюта предлагалось обеспечивать за счёт доходов от деятельности создаваемого при нём частного банка. На эти цели братья жертвовали 70 тысяч рублей, ещё 10 тысяч рублей было внесено другими жертвователями.
Губернатор И. Б. Цейдлер доложил об этой просьбе Западно-Сибирскому генерал-губернатору Н. С. Сулиме, который, в свою очередь, в 1834 году обратился по этому вопросу к министру внутренних дел Д. Н. Блудову. Д. Н. Блудов представил соответствующий проект на рассмотрение Правительствующего сената, который направил своё одобрительное мнение на утверждение императору Николаю I. Николай I 20 июня 1836 года утвердил это мнение своим указом, но при этом поручил представить всю документацию на рассмотрение императрице Александре Фёдоровне, под покровительством которой предполагалось создать приют и банк. Александра Фёдоровна дала согласие на своё покровительство. После исправлений, внесённых Государственным советом и Александрой Фёдоровной, «Положение о сиропитательном доме в Иркутске и частном при нем банке» было опубликовано 9 ноября 1836 года.
Согласно положению, сиропитательный дом создавался для призрения 24 девочек, принимаемых в возрасте от 7 до 11 лет. 20 тысяч рублей из пожертвованных средств выделялись на постройку здания приюта, остальные — на учреждение банка сиропитательного дома. При этом оговаривалось, что на доходы от 50 тысяч рублей, пожертвованных Медведниковыми, должны содержаться 10 сирот, а «по мере приращения доходов число сирот умножается». Доходы предполагалось обеспечивать за счёт разности между ставками ссуд на торговые обороты под залог имущества «купцам, мещанам и цеховым» (6 %) и вкладов (4 %). Размер капитала банка не оговаривался. Все доходы от его деятельности должны были направляться на содержание сиропитательного дома. Капитал и документы банка предписывалось хранить в Иркутском окружном казначействе.
Банк открылся в мае 1837 года. Деятельность банка не только обеспечивала содержание сиропитательного дома, но и способствовала оживлению торговли в Иркутске. При необходимости банк предоставлял беспроцентные ссуды (например, после пожара в помощь погорельцам было выделено 50 тысяч рублей).
В 1845 году высочайшим указом, взамен ранее утверждённого положения, был утверждён устав сиропитательного дома и банка, при этом количество воспитанниц было увеличено до 60. В дальнейшем устав неоднократно изменялся высочайшими указами (в 1859, 1863, 1869 и 1873 годах).
За создание сиропитательного дома и учреждение банка Ивану Логгиновичу Медведникову было присвоено звание почётного гражданина города Иркутска.

В течение четырёх лет Медведников был избранным городским головой.

### В Москве
В 1850-х годах Иван Логгинович и Александра Ксенофонтовна переехали в Москву. Здесь они продолжали активно заниматься благотворительностью. Строили храмы, больницы, гимназии. Помогали неимущим студентам и гимназистам. За добрые дела супруги Медведниковы были дважды лично представлены Её Императорскому Величеству государыне императрице, а также дважды удостоены благословения Святейшего синода.
Умер Иван Логгинович 1 сентября 1889 года и был похоронен в Спасо-Андрониковом монастыре в Москве.

## Награды
Иван Логгинович награждён золотыми медалями «За полезное» на Аннинской ленте и «За усердие» на Андреевской ленте.
Кавалер орденов Св. Анны 3-й степени, Св. Владимира 4-й степени и Св. Станислава 2-й степени.

## Благотворительность после смерти
В 1899 году скончалась вдова Ивана Логгиновича — Александра Ксенофонтовна. В 1900 году по завещанию Медведниковых Москва получила более 5 миллионов рублей на содержание церквей, монастырей, больниц, лазаретов и гимназий.
На эти средства построены следующие учреждения.
- Медведниковская гимназия в Староконюшенном переулке.
- Приют для психически больных детей и эпилептиков (ныне — Научно-практический центр психического здоровья детей и подростков).
- Больница для неизлечимых больных и богадельня (комплекс зданий и церквей по адресу: Ленинский проспект, дом 27).
- Медведниковский лазарет в районе Тульских улиц.

Более 2 миллионов рублей было завещано на благотворительные дела вообще. Они были потрачены управляющими на пособия бедным в Иркутске и Москве, на поддержание церквей, монастырей и больниц. Были учреждены стипендии студентам и гимназистам.